# Семюел Торнтон Дарранс

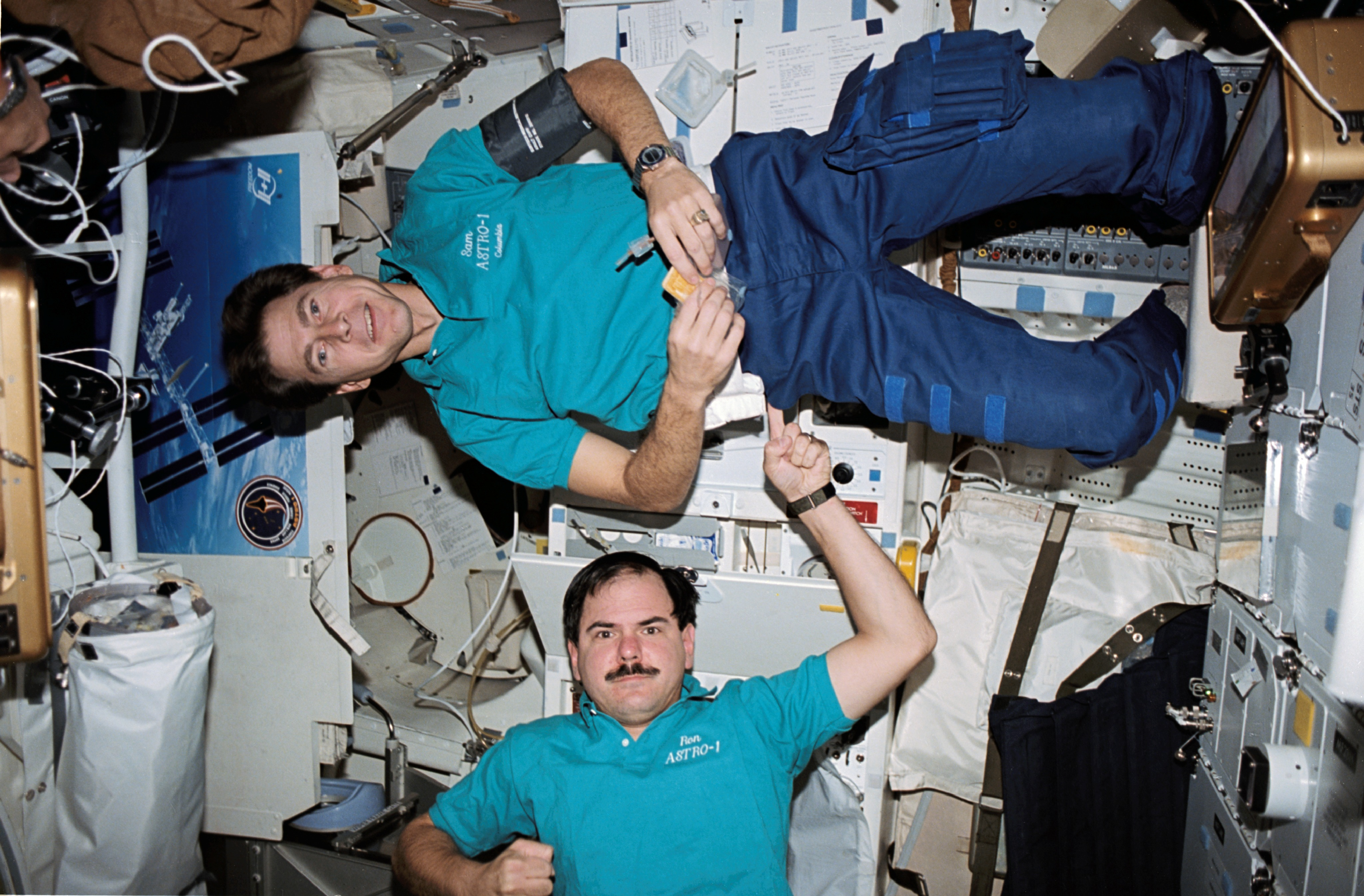
STS-35: Дарранс (вгорі) і Парізі.

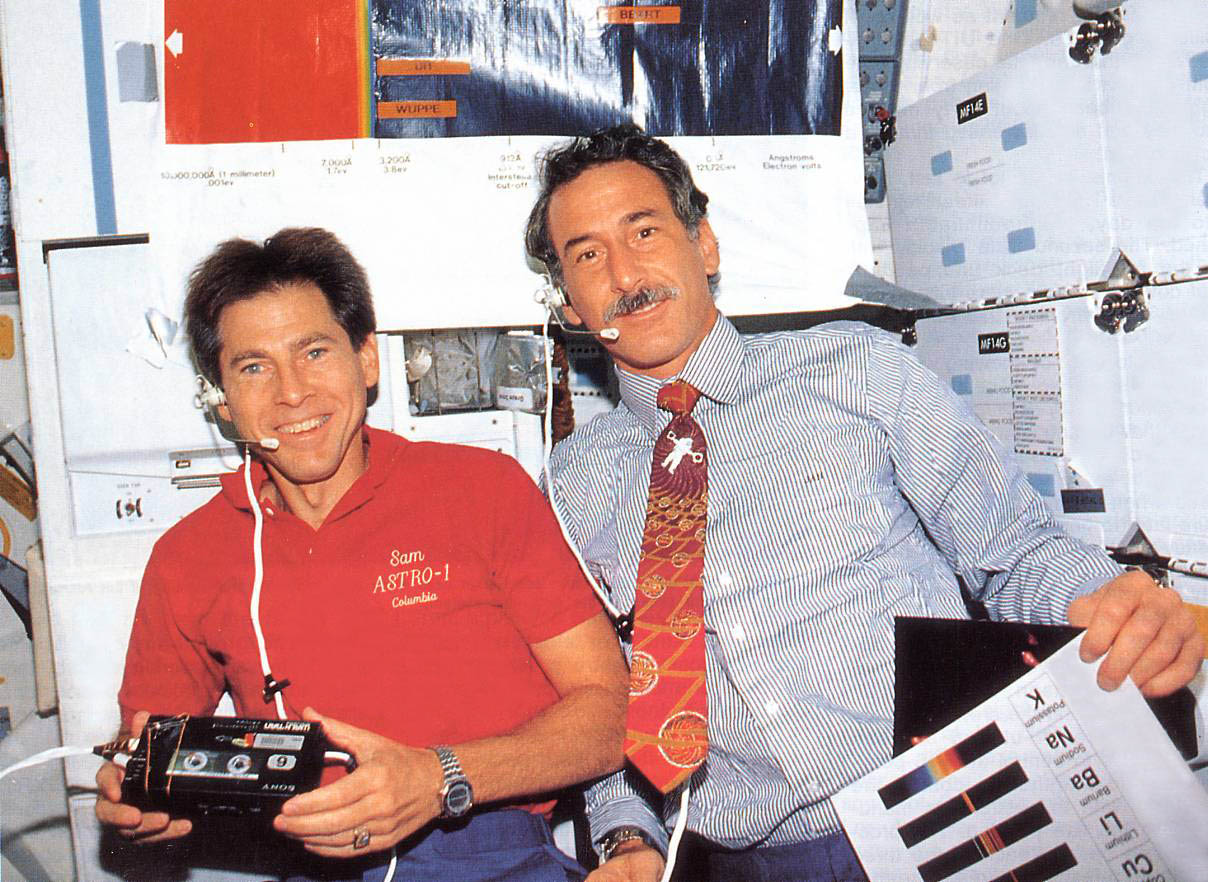
STS-35: Дарранс(зліва) й Хофман ведуть для школярів урок з космосу.

Семюе́л То́рнтон Да́рранс  (англ. Samuel Thornton Durrance; 17 вересня 1943, Таллахассі — 5 травня 2023) — астронавт США. Здійснив два космічні польоти на шаттлах: STS-35 (1990 р., «Колумбія») і STS-67 (1995 р., «Атлантіс»).

## Особисті дані та освіта
Семюел Дарранс народився 17 вересня 1943 року в місті Таллахассі, штат Флорида, але своїм рідним вважає місто Тампа, в тому ж штаті. Дружина: Ребекка Тагл, у них двоє дітей: син - Бенджамін (нар. 5 січня 1982) і дочка - Сьюзан (рід 13 січня 1985 р.). Захоплюється: підводне плавання, фотографування, автогонки і подорожі. Він отримав ступеня бакалавра наук (1972 р.) і магістра (1974 р.) з фізики (з відзнакою), в Каліфорнійському університеті в Лос-Анджелесі, і в 1980 році — доктора наук в області астро-геофізики в Колорадском університеті в Боулдері.  Він був головним науковим співробітником на кафедрі фізики і астрономії в Університеті Джонса Хопкінса, Балтімор, штат Меріленд. Був одним з творців Ультрафіолетового телескопа Хопкінса, «Астро-1».

## До НАСА
Він брав участь в розробці апаратури для польотів, оптичних та механічних конструкцій, створенням та інтеграцією Ультрафіолетового телескопа Хопкінса (обсерваторії Астро-1). Він проводив дослідження і займався з аспірантами в університеті Джона Хопкінса протягом останніх 15 років. Він спроектував і побудував спектрометри, детектори та візуалізації системи, і зробив безліч космічних апаратів та наземних астрономічних спостережень. Він задумав і спрямована програма в Університеті Джонса Хопкінса, займався розробкою апаратури і адаптацією оптики для наземної астрономії. Він очолював групу, яка сконструювала і виготовила адаптер для оптики коронографа, які привели до відкриття першого холодного коричневого карлика, який обертався навколо зірки. Він також один з відкривачів що формується планети, що обертається навколо зірки Бета Живописця. Його дослідницькі інтереси включають: походження і еволюція Сонячної системи, пошук планет навколо інших зірок, планетна астрономія, фізика атмосфери, ядерна фізика, адаптивна оптика, польоти космічних кораблів і походження життя. На ці теми він опублікував понад 60 технічних статей в різних професійних журналах.

## Підготовка до космічних польотів
Був призначений в екіпаж шаттла Колумбія STS-61-E, старт якого був намічений на 6 березня 1986 року, але після катастрофи шаттла Челленджер, STS-51-L, сітка польотів була змінена. Після «повернення до польотів» 20 червня 1984 був призначений фахівцем з корисного навантаження в екіпаж Колумбії STS-35.

## Польоти в космос
Перший політ — STS-35,  шаттл «Колумбія». З 2 по 11 грудня 1990 року як спеціаліст з корисного навантаження. Основною метою місії STS-35 було розгортання НАСА рентгенівського телескопа Хопкінса «Астро-1». Тривалість польоту склала 8 діб 23 години 6 хвилин.
Другий політ — STS-67, шаттл «Індевор». З 2 по 18 березня 1995 року, на той час — найтриваліший політ шаттла, як спеціаліст з корисного навантаження. Екіпажем проводились роботи в космічній обсерваторії багаторазового використання «Астро-2». Тривалість польоту склала 16 діб 15 годин 10 хвилин.
Загальна тривалість польотів в космос — 25 днів 14 годин 16 хвилин.

## Джерело
- Офіційна біографія НАСА(англ.)